# Asparapetes
Asparapetes (em grego: Ασπαραπέτης; romaniz.: asparapétēs; em armênio: Սպարապետ; romaniz.: sparapet) foi um antigo posto militar (e mais tarde um título honorífico) da Armênia, que denotava a posição de comandante-em-chefe do exército. Surgido no século II a.C., tornou-se hereditário nos períodos arsácida e do Marzobanato, quando foi mantido pela família Mamicônio. Como comandante de todas as forças militares no país, os Mamicônios gozavam de prestígio especial e tiveram grande peso político. Desde a segunda metade do século VIII, o asparapetes tornou-se hereditário sob comando da família bagrátida.